# Граф де Гальве

Герб муниципалитета Гальве-де-Сорбе, провинция Гвадалахара, автономное сообщество Кастилия-Ла-Манча

Граф де Гальве — испанский дворянский титул. Он был создан в 1573 году королем Испании Филиппом II для Бальтасара де ла Серды и Мендосы (? — 1578), третьего сына Диего Уртадо де Мендосы и Лемоса (1468—1536), 1-го графа де Мелито, и Анны де ла Серды и Кастро, сеньоры де Мьедес и Мандайона, внучки 4-го герцога де Мединасели.
Название титула происходит от названия муниципалитета Гальве-де-Сорбе, провинция Гвадалахара, автономное сообщество Кастилия-Ла-Манча.
В настоящее время носителем титула является (с 2014 года) Карлос Фитц-Джеймс Стюарт и Мартинес де Ирухо (род. 1948), 19-й герцог де Альба и 17-й граф де Гальве.

## Список графов де Гальве
- Бальтасар де ла Серда и Мендоса (1517—1578), 1-й граф де Гальве, третий сын Диего Уртадо де Мендосы и Лемоса (1468—1536), 1-го графа де Мелито, и Анны де ла Серды и Кастро, сеньоры де Мьедес и Мандайона
- Анна де ла Серда и Мендоса, 2-я графиня де Гальве, дочь предыдущего и Херонимы де Мендоса
- Мартин Фернандес де Ихар и де ла Серда (? — 1610), 4-й граф де Бельчите, 3-й граф де Гальве. Сын Хуана Франсиско Кристобаля Фернандеса де Ихара и Эредия (1552—1614), 4-го герцога де Ихара, и Анны де ла Серды и Мендосы, 2-й графини де Гальве
- Херонима Фернандес де Ихар и де ла Серда (1590—1611), 4-я графиня де Гальве, сестра предыдущего.
- Руй Гомес де Сильва и Мендоса де ла Серда (1585—1626), 3-й герцог де Пастрана, 5-й граф де Гальве. Сын Родриго де Сильвы и Мендосы, 2-го герцога де Пастрана, и Анны де Португаль и Борха.
- Альфонсо де Сильва и Гусман (1617—1682), 6-й граф де Гальве, сын предыдущего и Леонор де Гусман и Сильвы (1590—1657)
- Диего Франсиско де Сильва (1621—1686), 7-й граф де Гальве, сын Руя Гомеса де Сильва и Мендоса, 3-го герцога де Пастрана, и Леонор де Гусман и Сильва
- Гаспар де ла Серда Сандоваль Сильва и Мендоса (1653—1697), 8-й граф де Гальве, второй сын Родриго Сильвы и Мендосы (1614—1675), 4-го герцога де Пастрана, и Каталины де Сандоваль и Мендосы, 8-й герцогини дель Инфантадо
- Хосе Мануэль де Сильва Толедо де Гусман (1681 — ?), 9-й граф де Гальве, сын предыдущего и Марии де Аточа Понсе де Леон и Гусман, 5-й графини де Вильяверде
- Мануэль Мария Хосе де Сильва Мендоса и Аро (1677—1728), 10-й граф де Гальве, сын Грегорио Марии де Сильвы и Мендосы, 9-го герцога дель Инфантадо, и Марии Мендес де Аро и Гусман.
- Франсиско де Паула де Сильва и Альварес де Толедо (1733—1770), 10-й герцог Уэскар, 11-й граф де Гальве, единственный сын Фернандо де Сильва и Альварес де Толедо, 12-го герцога Альба (1714—1776)
- Мария дель Пилар Тереса Каэтана де Сильва и Альварес де Толедо (1762—1802), 13-я герцогиня Альба, 12-я графиня де Гальве. Единственная дочь Франсиско де Паула де Сильва и Альварес де Толедо (1733—1770), 10-го герцога де Уэскара (1755—1770), и Марианны дел Пилар де Сильва-Базан и Сармьенто.
- Хакобо Фитц-Джеймс Стюарт и Вентимилья (1821—1881), 15-й герцог Альба, 13-й граф де Гальве, старший сын Карлоса Мигеля Фитц-Джеймса Стюарта и Розалии Вентимилья ди Граммонте и Монкада (1798—1868)
- Карлос Мария Фитц-Джеймс Стюарт и Палафокс (1849—1901), 16-й герцог де Альба, 14-й граф де Гальве. Единственный сын Хакобо Фитц-Джеймса Стюарта и Вентимилья (1821—1881), 15-го герцога Альба (1835—1881). Его матерью была Мария Францеска де Палафокс и Портокарреро де Гусман и Киркпатрик (1825—1860)
- Хакобо Фитц-Джеймс Стюарт и Фалько (1878—1953), 17-й герцог де Альба, 15-й граф де Гальве. Старший сын Карлоса Марии Фитц-Джеймса Стюарта и Палафокса (1849—1901), 16-го герцога Альба-де-Тормес (1881—1901), и Марии дель Росарио Фалько и Осорио (1854—1904), 21-й графине де Сируэла
- Каэтана Фитц-Джеймс Стюарт и Сильва (1926—2014), 18-я герцогиня де Альба, 16-я графиня де Гальве. Единственная дочь Хакобо Фитц-Джеймса Стюарта и Фалько (1878—1953), 17-го герцога Альба и Марии дель Росарио де Сильва и Гуртубай (1900—1934), 15-й герцогини Алиага
- Карлос Фитц-Джеймс Стюарт и Мартинес де Ирухо (род. 1948), 19-й герцог де Альба, 17-й граф де Гальве. Старший сын Марии дель Росарио Каэтаны Альфонсы Виктории Евгении Франциски Фитц-Джеймс Стюарт и Сильва (1926—2014), 18-й герцогини Альба от первого брака с Луисом Мартинесом де Ирухо-и-Артаскоса (1919—1972).